# 烏魯茲甘戰役
烏魯茲甘戰役（Battle of Uruzgan），是1893年阿富汗烏魯茲甘省內普什圖族與哈扎拉族的戰鬥，哈扎拉族戰敗，當地哈扎拉族烏魯茲甘尼部落被連根拔起，阿布杜爾·拉赫曼汗同時安置普什圖族定居此地，一些哈扎拉族移民至伊朗和英屬印度的奎達。
1901年，阿布杜爾·拉赫曼汗埃米爾大赦和批准哈扎拉族回國，但他們只可生活在阿富汗突厥斯坦和巴爾赫，不得回烏魯茲甘省。